# ارنست ویلیام تیترتون
ارنست ویلیام تیترتون (انگلیسی: Ernest William Titterton؛ زاده ۴ مارس ۱۹۱۶ درگذشته ۸ فوریهٔ ۱۹۹۰) یک دانشمند در زمینه فیزیک‌دان اهل انگلستان بود.